# Coenosia baicalensis
Coenosia baicalensis är en tvåvingeart som först beskrevs av Johann Andreas Schnabl och Becker 1926.  Coenosia baicalensis ingår i släktet Coenosia och familjen husflugor. Inga underarter finns listade i Catalogue of Life.